# Anton Pevc
Anton Pevc, slovenski kmetijski strokovnjak, * 9. januar 1885, Tlaka, † 18. februar 1967, Ivančna Gorica.
Bil je izvedenec in učitelj za sirarstvo in mlekarstvo ter avtor številnih publikacij za to področje.

## Šolanje
Po končani osnovni šoli, ki jo je najprej obiskoval v Gelsenkirchenu v Vestfaliji in dokončal v Ljubljani, se je šolal na gimnaziji v salezijanskih zavodih v Cuorgnèu in v Foglizzu pri Torinu v Italiji. Zapustil je gimnazijo in se vpisal na kmetijsko-mlekarsko šolo v Friedlandu na Češkem in na preizkuševališču za mlekarstvo v Kleinhof-Tapianu v Prusiji. Kot mladenič se je s kolesom odpravil na Dansko v Ladelund (danes del Nemčije), kjer je še izpopolnil znanje za izdelovanje topljenih sirov. Postal je prvi in bil precej časa tudi edini strokovnjak za mlekarstvo in sirarstvo na Slovenskem.

## Zaposlitev
Služboval je kot strokovnjak za mlekarstvo v Selcih pri Škofji Loki. Sirarske tečaje je prirejal v več mlekarnah, v mlekarni v Logatcu, v Trstu (Latteria Trifolium), v Hrušici in v Zagorju pri Šempetru na Krasu. V Ljubljani je služboval kot mlekarski izvedenec pri Zadružni zvezi (1905 do 1906). Leta 1911 je postal deželni mlekarski instruktor pri Kranjskem deželnem odboru in imel službeno mesto na mlekarski šoli na Vrhniki. Po prvi svetovni vojni je bil državni mlekarski inštruktor s sedežem v Radovljici. V tem času se je največ posvečal bohinjskemu sirarstvu. Leta 1927 je odšel na mlekarsko šolo v Škofjo Loko, ki je izobraževala bodoče sirarje iz vse Slovenije. Potem je bil upravitelj na posestvu Golubovec blizu Stubice v Hrvaškem Zagorju. Po drugi svetovni vojni je služboval kot referent za mlekarstvo na Ministrstvu za kmetijstvo v Ljubljani. Po upokojitvi je pomagal Kmetijski zadrugi v Ivančni Gorici pri kontroli molže in pri drugih dejavnostih zadruge.
Pevc je kot izvedenec za mlekarstvo in kmetijske panoge, ki so v neposredni zvezi z mlekarstvom, prispeval k boljši organizaciji dela in višji produktivnosti. Svoje znanje je posredoval med drugim tudi hrvaški mlekarni Veliki Zdenci za proizvodnjo topljenih sirov, kjer je sir Zdenka postal velika uspešnica.

## Prispevek k mlekarstvu
Pevc je bil vodilni strokovnjak za mlekarstvo in sirarstvo. Izvedel je številne večdnevne tečaje v okviru Kranjske kmetijske družbe, predaval je o mlekarstvu na deželni mlekarski šoli na Vrhniki in na gospodinjski šoli v Marijanišču v Ljubljani. V številnih krajih po vsej Sloveniji je imel prosvetno-gospodarska in kmetijska predavanja ter gospodinjske tečaje. Na Vrhniki je prvič pripravil poseben tečaj za ženske kjer jih je učil pravilne molže, krmljenja živine, higieno posode in ravnanja z mlekom.
Objavil je mnogo strokovnih člankov v slovenskih in hrvaških časopisih, na primer Mlijekarski list, Gospodarski list, Poljoprivredni glasnik. Svoje članke je objavljal tudi v koledarjih, ki so bili namenjeni kmetom. Na primer v koledarju Jugoslovanske kmečke zveze za leto 1921 je napisal poljudne članke: Smernice slovenskega kmetijstva, Krmljenje govedi in prašičev, Domače mlekarstvo, Krava v šoli in Postavne določbe glede jamstva pri kupčijah z živino.
Poznavalci kmetijske problematike so cenili njegovo razgledanost in znanje ter so ga imenovali »pronicljivi Pevc«. Slovenska akademija znanosti in umetnosti ga je uvrstila v svoj Slovenski biografski leksikon.